# María Antonia Fiadeiro
Maria Antónia Fiadeiro ( Lisboa , 1942 – 31 de marzo de 2023), fue una periodista, escritora y feminista portuguesa. Defensora del derecho al aborto, en 1978 escribió el libro Aborto: el delito está en la ley. Fue pionera de los estudios feministas en Portugal.

## Biografía
Maria Antónia Fiadeiro nació en la capital portuguesa en 1942. Hija de los activistas antifascistas Stella Piteira Santos e Inácio Fiadeiro, se mudó con su madre a Amadora después de que sus padres se separaron, donde vivió con ella y su padrino y padrastro, el político Fernando Piteira Santos . 
Estudiaba filosofía en la Facultad de Artes de la Universidad de Lisboa cuando se involucró activamente en la Crisis Académica de 1962, brindando apoyo a estudiantes en huelga de hambre en el comedor de la ciudad universitaria, motivo por el cual terminó siendo arrestada por primera vez para el PIDE .Dos años después decidió exiliarse junto a su entonces marido, Alfredo Nascimento. Después de Argelia, donde estaban exiliados su madre y su padrastro, partieron hacia París. Fue en esta ciudad donde nacieron sus dos hijos mayores, uno de ellos, el coreógrafo João Fiadeiro. Se fueron a Brasil, donde ella asistió a la Pontificia Universidad Católica de São Paulo, graduándose en filosofía en 1970.  Allí fue arrestada nuevamente por razones políticas. Fue en São Paulo donde comenzó su carrera como periodista, escribiendo para la Gazeta de São Paulo. También trabajó en Rádio Eldorado, donde se encargaba de organizar las noticias para ser leídas para siempre y era la única mujer. 
El 26 de noviembre de 1972 regresó a Portugal con sus hijos. Fue arrestada nuevamente por la PIDE , en el aeropuerto, y llevada a la prisión de Caxias ,donde permaneció durante un mes. Tras salir de prisión, asumió el cargo de directora literaria de Publicações Europa-América.
Conoció a Maria Antónia Palla, periodista del diario O Século, en la presentación de un libro del autor Manuel Puig.Fue a través de ella que compitió por un puesto en la revista Modas e Bordados, habiendo conseguido el puesto escribiendo un artículo sobre la escritora Albertina Sarrazim. Comenzó a trabajar allí en 1974, bajo la dirección de Maria Antónia Sousa. Al año siguiente, fue nombrada redactora jefe de la revista y ofreció a María Lamas el cargo de directora honoraria, dedicándole un número especial de la revista, que bajo su jurisdicción pasó a llamarse Mulher - Modas e Bordados y asumió una feminista. Fue con Maria Antónia Palla y Maria Antónia de Sousa que, en 1977, asumió la dirección del Sindicato de Periodistas . El intercambio de nombres llevó a María de Lurdes Pintasilgo , a utilizar la fórmula aplicada a los autores de las Nuevas Cartas portuguesas , conocidas como As Três Marias y les da el nombre de As Três Antónias . 
Como feminista Maria Antónia Fiadeiro desempeñó un papel destacado en la defensa de la igualdad de género y la emancipación femenina habiendo participado activamente en la fundación de la Liga por los Derechos de la Mujer en 1986. Formó parte de la junta directiva nacional de la Asociación para la Familia Planificación Familiar (APF), de 1978 a 1981, y fue uno de las responsables del boletín de Planificación Familiar , publicado trimestralmente por la asociación. También se destacó en el campo de la salud sexual y reproductiva, habiendo escrito folletos sobre anticoncepción para la Comisión de la Condición Jurídica y Social de la Mujer y el libro Aborto - el delito está en la ley , donde aboga por la despenalización. A lo largo de su carrera trabajó en varios periódicos y revistas, a saber: en el suplemento Mulher do Diário de Noticias , en el Diário de Lisboa , en el Jornal de Letras, Artes e Ideias, Casa e Decoração, Máxima. 
Maria Antónia Fiadeiro falleció el 31 de marzo de 2023, tras un paro cardiorrespiratorio y fue incinerada en el Cementerio del Alto de São João, en Lisboa. 

## Obras seleccionadas
Entre sus obras se encuentran: 
- 1984 - Cadernos de Reportagem: Aborto, el delito está en la ley , Relógio d'Agua Editores
- 2001 - Mujeres del siglo XX, 101 libros , coautora Ana Cova, editado por el Ayuntamiento de Lisboa - Departamento de Cultura, ISBN: 9728695039

- 2013 - Me debo el recuerdo de mi vida: Fernando Piteira Santos , editorial Campo da Comunicação, ISBN 9789898465115
- 2003 - María Lamas (Biografía) , Quetzal Editores , ISBN 9789725645512

- 2020 - Artistas, artesanos, pioneros, Editora Caixa Alta, ISBN 978-989-33-0553-9